# Friedrich Sixt von Armin
Friedrich Bertram Sixt von Armin (27. listopadu 1851 Wetzlar – 30. září 1936 Magdeburg) byl pruský generál pěchoty, který se účastnil prusko-francouzské a první světové války. V té bojoval na západní frontě, a to například v bitvě u Lys a u Passchendaele.

## Životopis
Armin se narodil ve Wetzlaru a v roce 1870 vstoupil jako kadet do 4. gardového granátnického pluku. Byl těžce zraněn v bitvě u Gravelotte v prusko-francouzské válce. Byl mu udělen Železný kříž II. třídy a byl povýšen na podporučíka. Následně sloužil jako pobočník pluku a od roku 1884 zastával různé pozice ve Velkém generálním štábu. V roce 1900 byl povýšen na plukovníka (Oberst) a byl pověřen velením 55. pěšího pluku. Následujícího roku byl jmenován vrchním velitelem gardového sboru (Gardekorps). Roku 1903 byl povýšen na generálmajora a roku 1906 na generálporučíka. V roce 1908 byl jmenován velitelem 13. divize, která byla rozmístěna u města Münster. Roku 1911 nahradil Paula von Hindenburga na pozici velícího důstojníka 4. armádního sboru u města Magdeburg a v roce 1913 byl povýšen na generála pěchoty.
Na počátku první světové války byl Arminův 4. armádní sbor součástí první armády. Ta bojovala na západní frontě a vedla se Spojenci zákopové války. Za jeho vojenské zásluhy na západní frontě, a to zejména u Arrasu a v Sommě, byl roku 1916 vyznamenán nejvyšším německým vojenským vyznamenáním Pour le Mérite. Následujícího roku byl pověřen velením čtvrté armády a sloužil ve Flandrech jako vrchní velitel. Za dob jeho velení odolala čtvrtá armáda několika britským a francouzským útokům, jmenovitě například v třetí bitvě u Yper. Byl mu udělen Řád černé orlice. Během jarní ofenzívy v roce 1918 byl stále velitelem čtvrté armády. Dne 25. dubna se jeho jednotkám podařilo dobýt Kemmelberg, přestože byli později nuceni ustoupit k obranné linii Antverpy–Máza. Po podepsání příměří 11. listopadu převzal Armin velení nad skupinou armád A. S tou se vrátil zpět do Německa, kde došlo k její demobilizaci, a rezignoval.
Po válce žil v Magdeburgu, kde také ve svých 84 letech zemřel. Byl pohřben s vojenskými poctami.